# Ironclad Games
Pour les articles homonymes, voir Ironclad.
Ironclad Games est un studio de développement de jeux vidéo fondé en 2003 et basé à Burnaby.

## Ludographie
- 2008 : Sins of a Solar Empire
- 2008 : Sins of a Solar Empire: Entrenchment
- 2010 : Sins of a Solar Empire: Diplomacy